# Deep Henderson
Deep Henderson ist eine Instrumentalkomposition von Fred Rose, die 1926 erstmals veröffentlicht wurde. Sie entwickelte sich zu einem Jazzstandard.

## Erste Aufnahmen und spätere Coverversionen
Nachdem der junge Pianist und Bandleader Harold Arlen, der damals noch unter seinem eigentlichen Namen Harold Arluck arbeitete, mit seinem Ensemble, den Buffalodians, von Buffalo zunächst nach Pittsburgh und schließlich 1926 nach New York gekommen war, begegnete er Fletcher Henderson und begann für ihn zu arrangieren (Dynamite) und zu komponieren. Aus seiner großen Verehrung für Henderson spielte Harold Arlen den Jazztitel Deep Henderson, eine schwungvolle Foxtrott-Nummer, mit seiner Band am 24. Mai 1926 für Columbia ein. Es war die erste Aufnahmesession der Buffalodians, die aus Henry Krompart, Frank Davis (Trompete), Norman Booth (Posaune), Bill Wullen, Ivan Beaty (Klarinette, Alt- und Sopransaxophon) Jules Pillar (Tenorsaxophon), Dick George (Piano), Jack McLaughlin (Geige), Charles Panico (Banjo, Gitarre), Hal Raub (Banjo) und Harold Tapson (Schlagzeug) bestand. Arlens Biograph Edward Jablonski schreibt auch die Komposition des Titels fälschlich Arlen zu, doch ist das Plattenlabel der Buffalodians-Aufnahme klar mit der Autorenangabe „Rose“ gekennzeichnet.
Noch vor Arlen und den Buffalodians spielten ab März 1926 das Coon-Sanders Original Nighthawk Orchestra (Victor), King Oliver and His Dixie Syncopators (Vocalion), Julie Wintz & George Zimmers Jersey Collegians (Pathé) und die Original Indiana Five (Harmony) Rose’ Komposition ein. Weitere Musiker, die den Titel bereits 1926 coverten, waren Sam Lanin, Charley Straight, Mike Markel (Okeh), Joe Candullo (Banner) und Charlie Skeete (Edison); in Berlin wurden Anfang 1927 Versionen von Julian Fuhs (Electrola) und Dajos Béla (Odeon) aufgenommen und veröffentlicht. Der Diskograf Tom Lord listet im Bereich des Jazz insgesamt 74 (Stand 2016) Coverversionen, in späteren Jahren auch von Bert Ambrose, Ralph Sutton, Yank Lawson, Bob Scobey, Rod Mason, Bob Schulz, Allan Vaché, John Gill/Jon-Erik Kellso und zahlreichen Dixielandbands.